# Saeco
Philips Saeco S.p.A. – włoskie przedsiębiorstwo przemysłowe produkujące ekspresy do kawy, które zostało założone w 1981 w Gaggio Montano, we Włoszech.

## Historia
Firma została założona w 1981 przez włoskiego przedsiębiorcę Sergio Zapellę oraz szwajcarskiego inżyniera Arthura Schmeda pod nazwą Sergio, Arthur e Compagnia. W 1985 Seaco wprowadziło na rynek pierwszy w pełni zautomatyzowany ekspres do kawy.
W lipcu 2009 spółka została przejęta przez holenderskiego lidera branży elektronicznej – Philips.